# 1261 год
1261 (ты́сяча две́сти шестьдеся́т пе́рвый) год  по юлианскому календарю — невисокосный год, начинающийся в субботу. Это 1261 год нашей эры, 1‑й год 7‑го десятилетия XIII века 2‑го тысячелетия, 2‑й год 1260‑х годов. Он закончился 764 года назад.
| Пн | Вт | Ср | Чт | Пт | Сб | Вс |
|    |    |    |    |    | 1  | 2  |
| 3  | 4  | 5  | 6  | 7  | 8  | 9  |
| 10 | 11 | 12 | 13 | 14 | 15 | 16 |
| 17 | 18 | 19 | 20 | 21 | 22 | 23 |
| 24 | 25 | 26 | 27 | 28 | 29 | 30 |
| 31 |    |    |    |    |    |    |

| Пн | Вт | Ср | Чт | Пт | Сб | Вс |
|    | 1  | 2  | 3  | 4  | 5  | 6  |
| 7  | 8  | 9  | 10 | 11 | 12 | 13 |
| 14 | 15 | 16 | 17 | 18 | 19 | 20 |
| 21 | 22 | 23 | 24 | 25 | 26 | 27 |
| 28 |    |    |    |    |    |    |

| Пн | Вт | Ср | Чт | Пт | Сб | Вс |
|    | 1  | 2  | 3  | 4  | 5  | 6  |
| 7  | 8  | 9  | 10 | 11 | 12 | 13 |
| 14 | 15 | 16 | 17 | 18 | 19 | 20 |
| 21 | 22 | 23 | 24 | 25 | 26 | 27 |
| 28 | 29 | 30 | 31 |    |    |    |

| Пн | Вт | Ср | Чт | Пт | Сб | Вс |
|    |    |    |    | 1  | 2  | 3  |
| 4  | 5  | 6  | 7  | 8  | 9  | 10 |
| 11 | 12 | 13 | 14 | 15 | 16 | 17 |
| 18 | 19 | 20 | 21 | 22 | 23 | 24 |
| 25 | 26 | 27 | 28 | 29 | 30 |    |

| Пн | Вт | Ср | Чт | Пт | Сб | Вс |
|    |    |    |    |    |    | 1  |
| 2  | 3  | 4  | 5  | 6  | 7  | 8  |
| 9  | 10 | 11 | 12 | 13 | 14 | 15 |
| 16 | 17 | 18 | 19 | 20 | 21 | 22 |
| 23 | 24 | 25 | 26 | 27 | 28 | 29 |
| 30 | 31 |    |    |    |    |    |

| Пн | Вт | Ср | Чт | Пт | Сб | Вс |
|    |    | 1  | 2  | 3  | 4  | 5  |
| 6  | 7  | 8  | 9  | 10 | 11 | 12 |
| 13 | 14 | 15 | 16 | 17 | 18 | 19 |
| 20 | 21 | 22 | 23 | 24 | 25 | 26 |
| 27 | 28 | 29 | 30 |    |    |    |

| Пн | Вт | Ср | Чт | Пт | Сб | Вс |
|    |    |    |    | 1  | 2  | 3  |
| 4  | 5  | 6  | 7  | 8  | 9  | 10 |
| 11 | 12 | 13 | 14 | 15 | 16 | 17 |
| 18 | 19 | 20 | 21 | 22 | 23 | 24 |
| 25 | 26 | 27 | 28 | 29 | 30 | 31 |

| Пн | Вт | Ср | Чт | Пт | Сб | Вс |
| 1  | 2  | 3  | 4  | 5  | 6  | 7  |
| 8  | 9  | 10 | 11 | 12 | 13 | 14 |
| 15 | 16 | 17 | 18 | 19 | 20 | 21 |
| 22 | 23 | 24 | 25 | 26 | 27 | 28 |
| 29 | 30 | 31 |    |    |    |    |

| Пн | Вт | Ср | Чт | Пт | Сб | Вс |
|    |    |    | 1  | 2  | 3  | 4  |
| 5  | 6  | 7  | 8  | 9  | 10 | 11 |
| 12 | 13 | 14 | 15 | 16 | 17 | 18 |
| 19 | 20 | 21 | 22 | 23 | 24 | 25 |
| 26 | 27 | 28 | 29 | 30 |    |    |

| Пн | Вт | Ср | Чт | Пт | Сб | Вс |
|    |    |    |    |    | 1  | 2  |
| 3  | 4  | 5  | 6  | 7  | 8  | 9  |
| 10 | 11 | 12 | 13 | 14 | 15 | 16 |
| 17 | 18 | 19 | 20 | 21 | 22 | 23 |
| 24 | 25 | 26 | 27 | 28 | 29 | 30 |
| 31 |    |    |    |    |    |    |

| Пн | Вт | Ср | Чт | Пт | Сб | Вс |
|    | 1  | 2  | 3  | 4  | 5  | 6  |
| 7  | 8  | 9  | 10 | 11 | 12 | 13 |
| 14 | 15 | 16 | 17 | 18 | 19 | 20 |
| 21 | 22 | 23 | 24 | 25 | 26 | 27 |
| 28 | 29 | 30 |    |    |    |    |

| Пн | Вт | Ср | Чт | Пт | Сб | Вс |
|    |    |    | 1  | 2  | 3  | 4  |
| 5  | 6  | 7  | 8  | 9  | 10 | 11 |
| 12 | 13 | 14 | 15 | 16 | 17 | 18 |
| 19 | 20 | 21 | 22 | 23 | 24 | 25 |
| 26 | 27 | 28 | 29 | 30 | 31 |    |

## События

### Европа

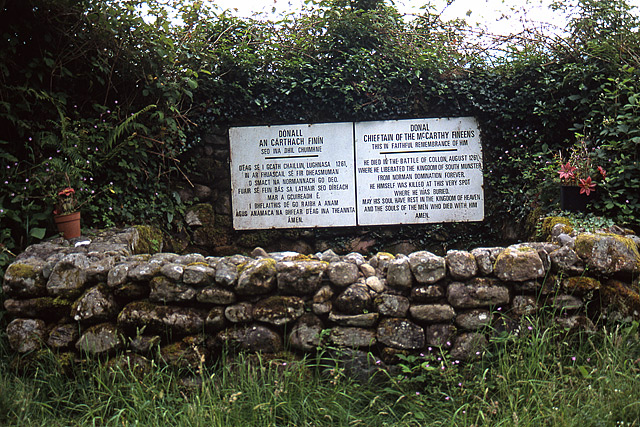
Мемориальный знак на месте битвы при Калланне

- 1247—1264 — война за тюрингское наследство. Военный конфликт за право наследования земель пресекшейся династии Людовингов между родственниками ландграфского дома по женской линии[1].
- 1256—1270 — Война Святого Саввы. Вооружённый конфликт в крестоносных государствах Палестины между генуэзцами, при содействии владетеля Тира Филиппа де Монфора и рыцарей-госпитальеров с одной стороны и венецианцами, в союзе с Пизой, провансальцами, тамплиерами и большинством палестинских баронов — с другой (часть Венецианско-генуэзский войн)[2].Хокон IV и его сын Магнус. Миниатюра из «Книги с Плоского острова», XIV век.

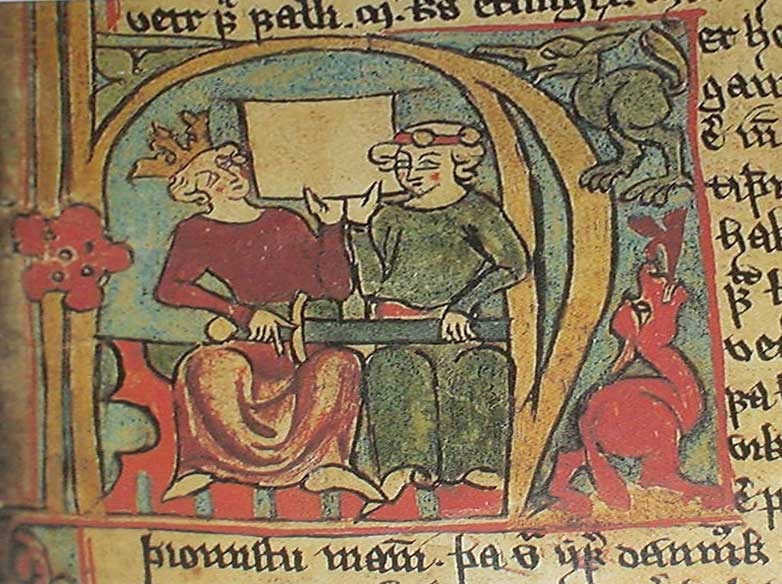
Хокон IV и его сын Магнус. Миниатюра из «Книги с Плоского острова», XIV век.

- 1260—1274 — Второе прусское восстание против Тевтонского ордена

:
- - 6 января — объединённое войско Тевтонского ордена, мазовецкого князя Земовита и великопольского рыцарства вторгается «в земли литовцев и других языческих народов», но терпит поражение и отступает.[4]
  - 22 января — победа пруссов Натангии во главе с Геркусом Манто над тевтонскими рыцарями в битве при Покарвисе (Второе прусское восстание, 1260—1274).[5]
- 13 марта — Нимфейский договор между Никейской империей и Генуэзской республикой: генуэзцы получают крупные торговые привилегии в ущерб венецианцам взамен на помощь в отвоевании Константинополя; 28 апреля договор подписывает Михаил Палеолог, 10 июля он ратифицирован в Генуе.[6]
- 28 марта — гибеллинские Флоренция, Пиза, Сиена и несколько других городов объединяются в союз против гвельфов.
- 31 марта — по Венскому мирному договору между Белой IV и Пржемыслом Оттокаром II, закрепляющему итоги битвы при Кресенбрунне (1260), герцогство Штирия переходит под власть короля Чехии.
- 25 июля — в то время, как войско и флот латинян во главе с новым венецианским подеста совершают поход против принадлежащего никейцам острова Дафнусия, а в Константинополе остаётся лишь император Балдуин II с небольшим отрядом, Алексей Стратигопул легко занимает город (Взятие Константинополя (1261). Падение Латинской империи. Восстановление Византийской империи[7].
- Ливонский крестовый поход: восстание эстов на острове Сааремаа подавляется Ливонским орденом.
- Лето — магистром Ливонского ордена становится Вернер фон Брайтхаузен.[8]
- Лето — Альфонсо X Кастильский выступил из Севильи и осадил Ньеблу[9].
- Начало августа — литовский князь Миндовг подтверждает границы земель, переданных им ранее Ливонскому ордену. Однако в конце года заключается литовско-русский договор против ливонцев.[8]

- Август — Битва при Калланне[англ.] (близ Килгарвана, современное графство Керри, Ирландия): победа трёх ирландских кланов Маккарти, O’Салливан и O’Донахью под командованием короля Десмонда Фингхина Маккарти над войском англо-норманнского барона Джона Фитцтомаса Фицджеральда; гибель последнего.[10]
- 15 августа — Михаил Палеолог торжественно въезжает в Константинополь и венчается в Соборе святой Софии на царство как басилевс Византии.

- 24 августа — продолжая борьбу за лёндзкую каштелянию, князь Великопольский Болеслав Благочестивый собирает войско против куявского князя Казимира; при посредничестве вроцлавского епископа Волимира Казимир возвращает остававшуюся в его руках половину каштелянии вместе с замком Болеславу.[4]
- 26 мая — 29 августа — конклав, на котором папой римским под именем Урбана IV избирается латинский патриарх Иерусалима француз Жак Панталеон. 4 сентября — папская коронация в Витербо.
- 11 сентября, Берген — бракосочетание норвежского принца Магнуса Хоконссона с Ингеборгой, дочерью датского короля Эрика IV. Магнус коронуется как соправитель отца, Хокона IV.
- Сентябрь — граф Гвидо Новелло, наместник короля Манфреда Сицилийского во Флоренции, совместно с тосканскими гибеллинами совершает поход на контадо Лукки. Войско из трёх тысяч немецких и тосканских рыцарей и множества пехотинцев захватывает Кастельфранко, Сантакроче, Санта Мария-а-Монте (после трёх месяцев осады), Монтекальви и Поццо.[11]
- 25 октября — расторгнув брак с Маргаритой Бабенберг, Пржемысл Оттокар II для подтверждения Венского мирного соглашения женится в Братиславе на Кунгуте Ростиславне, дочери венгерской принцессы Анны и Ростислава Михайловича.
- 17 декабря — на консистории папой Урбаном IV семь служителей церкви возведены в сан кардинала. Среди них — Ги Фулькуа Ле Гро, Симон Монпитье де Брион и Джакомо Савелли, занимавшие впоследствии папский престол.
- 23 декабря — Sol ille verus, папская булла, утверждающая основанный в Болонье гибеллином Лодеринго дельи Андало и гвельфом Каталано деи Малавольти Орден рыцарей девы Марии (итал. Frati della Beata Gloriosa Vergine Maria). Позднее члены ордена получили прозвание fratres gaudentes («веселящиеся братья», «гауденты»).
- 25 декабря — Михаил Палеолог приказывает заключить своего 11-летнего соправителя Иоанна Ласкариса в крепость и ослепить, а его сестёр выдать замуж за незнатных людей. Арсений Авториан, возвращённый в июне на патриарший престол и венчавший Михаила на царство, теперь отлучает его. — Коронация Пржемысла Оттокара II.

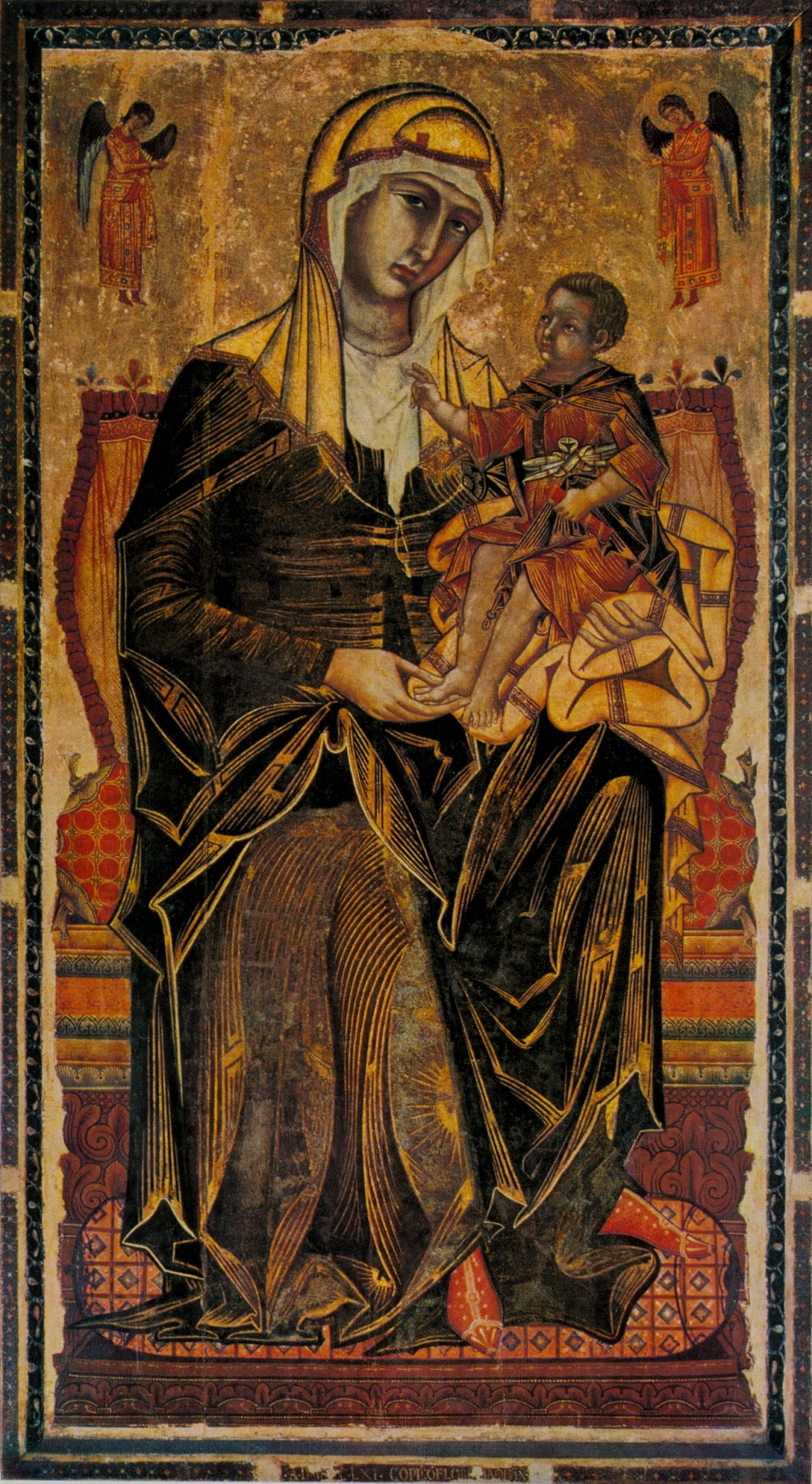
Мадонна дель Бордоне

- Художник Коппо ди Марковальдо, оказавшийся в сиенском плену после поражения флорентийцев при Монтаперти (4 сентября 1260 года), выкупает свою свободу, написав «Мадонну дель Бордоне» для церкви Санта-Мария деи Серви.
- Армия датского короля Эрика V Клиппинга разбита объединёнными силами Шлезвига и Гольштейна под руководством архиепископа Лунда Якоба Эрландсена. Эрик и его мать Маргрете оказываются в заключении сначала в Гольштейне, затем — в Бранденбурге, до тех пор пока не освобождаются по настоянию папы римского (1264).
- Малые анналы Кольмара: «У замка Хертин у Базеля были найдены кости, казавшиеся человеческими, которые в 30 футах далеко превосходили наши длину и высоту».[12]
- В Польше отмечено появление флагеллантов: крестьяне «друг за другом ходят обнажённые, опоясанные только до пупка полотенцем, и каждый бьёт себя хлыстом по спине. Впереди идут двое с хоругвами и двумя свечами и поют какую-то песню. И так дважды на день, в час первый и девятый». Движение запрещено церковными властями под страхом отлучения.[4]
- Осада Хереса королем Кастилии Альфонсо X. Это привело к включению Херес-де-ла-Фронтера в состав Кастильского королевства[13].
- Вроцлав получает Магдебургское право.
- Первое упоминание о городе Утена (Литва)[14].
- Население Гренландии признаёт власть норвежской короны: в обмен на уплату налогов Норвегия обязуется обеспечивать снабжение колонии необходимыми материалами, ежегодно посылая к острову торговую экспедицию.
- В Палос-де-ла-Фронтера основан францисканский монастырь Санта-Мария-де-Ла-Ра́бида.

#### Англия
Продолжение борьбы между королём и баронами.
- 8 февраля — король Генрих III Плантагенет покидает Виндзор и переезжает в Лондонский Тауэр, где остаётся до 24 апреля[15].
- 13 февраля — всем лондонцам старше 12 лет приказано принести клятву верности королю.
- 13 апреля — папская булла, освобождающая короля от обязательства соблюдать Оксфордские провизии[16].
- 29 апреля — булла, позволяющая Бонифацию Савойскому, архиепископу Кентерберийскому, освобождать от аналогичной клятвы мирян и клир[16].
- 7 мая — булла, дающая власть архиепископу предупреждать всех, связанных клятвой, быть верными и послушными королю и угрожающая отлучением или интердиктом непокорным.[16]
- Хью Диспенсера в должности хранителя Тауэра сменяет Джон Мэнсел (25 мая), а на посту главного юстициария — Филипп Бассет. Уолтер де Мертон становится канцлером вместо Николаса, архидиакона Или.
- 12 июня — три папские буллы опубликованы в Винчестере[16].
- 11 сентября — королевское послание, созывающие рыцарей из графств на сбор в Виндзор.
- Король, опасаясь за сохранность драгоценностей короны, хранящихся в Лондонском Тампле, отправляет их к свояченице Маргарите, королеве Франции. Драгоценности помещаются в Парижский Тампль[17].
- Роберт Килуордби становится провинциальным приором доминиканского ордена в Англии (до 1272 года).

### Передняя Азия
- 17 января[18] — войска султана Египта Бейбарса под командованием Айдакина аль-Бундукдара свергают эмира Санджара аль-Халаби, объявившего себя независимым правителем Дамаска[19].
- Февраль — решив воспользоваться тяжёлым положением мусульманских земель, разорённых монголами, объединённые силы сеньора Бейрута Жана II Ибелина и Ордена тамплиеров, около 900 рыцарей и сержантов, 1500 туркополов и 3000 пехотинцев, совершают рейд на восток от Тивериадского озера и атакуют одно из туркменских племён. Франки терпят жестокое поражение, практически все высшие военачальники, включая Ибелина и великого магистра Тома Берара, оказываются в плену. Чтобы заплатить выкуп, Жан II Ибелин вынужден продать свой домен Казаль-Юмбер Тевтонскому ордену[18][20].
- Март — султан Бейбарс отправляет войско под командованием эмиров Фахр ад-Дина аль-Химси и Хусам ад-Дина Джукандара против монголов, остававшихся в Халебе. Кто-то из франков Акры посылает монголам предупреждение о подходе мамлюков, и в апреле монголы отходят на восток[20].
- Июль — войска Бейбарса изгоняют из Халеба захватившего там власть мамлюкского эмира Аккуша аль-Барли.
- 9 июня — к Бейбарсу в Каир прибывает из Багдада некий Абу-ль-Аббас Ахмед, который объявляется уцелевшим после монгольской резни (1258) сыном справедливого аббасидского халифа аз-Захира (1225—1226). Султан торжественно приносит присягу новому халифу, получившему титул аль-Мустансир[21][22].
- Август — Ибн Васил отправляется в качестве посла Бейбарса в Апулию к Манфреду Сицилийскому[23].
- Осень — византийский император Михаил VIII и ильхан Хулагу подписывают секретный договор о дружбе, одним из пунктов которого является содержание при дворе Михаила под домашним арестом конийского султана Изз ад-Дина Кей-Кавуса[24].
- 2 сентября — султан Бейбарс и халиф аль-Мустансир отправляются из Каира в Дамаск.
- Октябрь — мамлюки Бейбарса вторично изгоняют вернувшегося в Халеб Аккуша аль-Барли.
- 9 октября — аль-Мустансир начинает поход на Багдад в сопровождении 300 всадников, выделенных султаном, а также неизвестного количества добровольцев из бедуинов и тюрок. К нему присоединяется Хаким, другой претендент на титул халифа. Мамлюкские эмиры Балабан ар-Рашиди и Сункур ар-Руми, сопровождающие аль-Мустансира до Евфрата, по пути совершают нападение на замли Антиохийского княжества[20][21].
- 26 ноября — монголы под командованием Сандаргу-нойона берут в осаду в Мосуле ас-Салиха, сына прежнего мосульского атабека Бадр ад-Дина Лулу. Город взят летом следующего года[25].
- 28 ноября — в сражении с монголами на берегу Евфрата напротив Анбара войско халифа терпит поражение, аль-Мустансир пропадает без вести, а Хаким с небольшим отрядом бежит. Он благополучно возвращается в Египет и в следующем году провозглашается новым халифом[26].
- Ибн Хелликан становится верховным судьёй (кади аль-кудат) Дамаска[27].
- Султан Йемена Йусуф I, прислав в Мекку покрывало для Каабы, первым из исламских правителей после падения Багдада выражает претензии на главенство в мусульманском мире[22].
- Султан Бейбарс приказывает восстановить пришедшие в разруху Мечеть Пророка в Медине и Купол Скалы в Иерусалиме[28].

### Монгольская империя

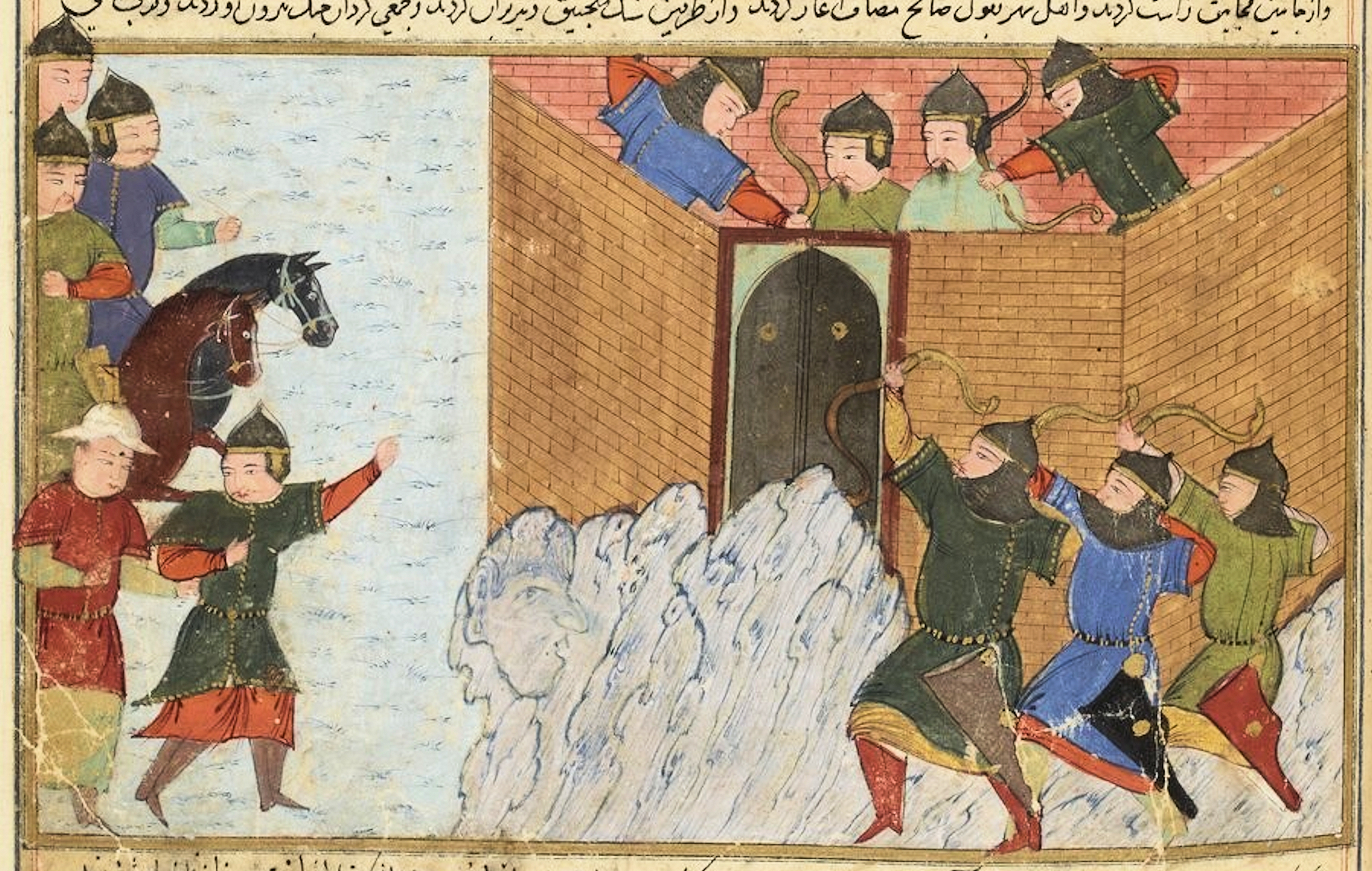
Монголы осаждают Мосул. Миниатюра из Джами ат-таварих. Рукопись XV века, Герат

- 1252—1279 — Монгольское завоевание империи Южная Сун[29].
- 1260—1264 — Война Толуидов[30].
- 9 января — каан Хубилай провозглашает своего буддийского учителя Пагба-ламу Наставником государства.[31]
- Начало года — Хубилай отправляет посольство во Вьетнам: хан даёт гарантии мира, вьетнамцы признают вассалитет по отношению к Монгольской империи, по сути подтверждая прежние отношения с Китаем. Хубилай, в свою очередь, официально признаёт Чан Тхань Тонга королём Вьетнама.[32]
- Февраль — монгольский набег на приграничную территорию империи Сун[33].
- Посланники монгольского хана Цуй Миндао и Ли Цюаньи направленные к сунскому императорскому двору с требованием освободить посла Хао Цзина, задержанного годом ранее, получают отказ. Хубилай освобождает 75 сунских купцов, захваченных на границе.[34].
- Воспользовавшись отходом основных сил Хубилая из Каракорума на юг, Ариг-Буга в течение лета и осени восстанавливает свои военные силы и выбивает из Каракорума гарнизон нойона Йисунке (Есунгэ). Армия Ариг-Буги выступает на Кайпин, но в ноябре терпит поражение от войск Хубилая при Шимултае. Силы Ариг-Буги перегруппировываются и через десять дней севернее, на западном склоне Хингана, сталкиваются с частью армии Хубилая (сам каан участия в битве не принимает). Несмотря на неопределённый исход сражения, Хубилай получает полный контроль над Монголией, а его брат отступает в верховья Енисея.[35][36]
- 14 декабря — прах Елюй Чуцая (ум. 1243), советника Чингис-хана и Угэдэя, перенесён на гору Дунвэншань (в настоящее время — гора Ваньшоушань в Парке Ихэюань на окраине Пекина), на его могиле воздвигнута «Стела на пути духа покойного руководителя юаньского чжун-шу шэна».[37]
- Хубилай признаёт своего брата Хулагу правителем всех завоёванных им территорий и жалует ему титул «ильхан». Государство Хулагуидов (1261—1335).[38]
- 1261—1785 — В Сарае с разрешения правителя Джучиева улуса Берке митрополитом Киевским Кириллом организована православная епархия. Первый епископ — Митрофан[39][40].
- Указом Хубилая подтверждена введённая в Северном Китае в 1231 году государственная винная монополия. За незаконное производство спиртных напитков и дрожжей виновным грозят два года каторжных работ, 70 палочных ударов и конфискация половины имущества (другая половина отдаётся информатору); «места сбора налога на вино» (цзю у) создаются во всех административных единицах, включая уезд.[41]
- В ходе борьбы за престол после смерти Мункэ, войска Хубилая захватили и частично разрушили Каракорум, а столица вскоре перенесена в Кайфын[42].
- Монголы разгромили Давида Улу за уклонение воинской повинности и неуплату дани. В наказание Западная Грузия была сожжена и разграблена. Имеретинским царем, отколовшим это новое царство от Грузинского царства, стал Давид Нарини Кутаисский[43].

### Дальний Восток
- 22 марта — завершение девиза правления Бунъо императора Камэяма. Начало девиза правления Котё.
- 11 июня (12-й день 5-й луны 1 года Котё) — монах Нитирэн сослан в Ито в провинции Идзу.
- Бакуфу посылает в Китай золото, чтобы закупить медные монеты, которые становятся в Японии официальной монетой для оплаты налогов.[44]

## Русь
Правление: 1252—1263 — Александр Ярославич Невский
- Киевский митрополит Кирилл II с согласия хана Берке учредил Сарайскую епархию, которая заботилась о русских, оказавшихся на территории Золотой Орды, а также вела миссионерскую деятельность среди степняков[45].

## Начало правления
См. также: Список глав государств в 1261 году
- Брабантское герцогство — Генрих IV (1261—1267).
- Византийская империя — Михаил VIII Палеолог (1261—1282).
- Папская область — Урбан IV (1261—1264).
- Систан — малик Насир ад-Дин Мухаммад (1261—1318 или 1328)
- Углицкое княжество — князь Роман Владимирович (1261—1285)[46].
- Черниговское княжество — князь Андрей Всеволодович (1261—1263).
- Государство Хулагуидов — Хулагу (1261—1265)

## Родились
См. также: Категория:Родившиеся в 1261 году
- 1 февраля — Уолтер Степлдон, английский церковный деятель, епископ Эксетера (1308—1326).
- 11 февраля — Оттон III, герцог Нижней Баварии (1290—1312), король Венгрии (под именем Бела V, 1305—1307).
- 28 февраля — Маргарет Шотландская (королева Норвегии), жена Эрика II.
- 9 октября — Диниш I, король Португалии.
- Ноябрь — Ала ад-Даула Симнани, суфийский шейх (тарикат Кубравия).
- Ноябрь/декабрь, Владимир — Даниил Александрович, сын Александра Невского, первый удельный князь Московский.
- Альбертино Муссато, падуанский историк и поэт.
- Боэмунд VII, граф Триполи.
- Пьеро Сакконе Тарлатти, итальянский кондотьер, брат Гвидо Тарлати, епископа Ареццо.

## Скончались

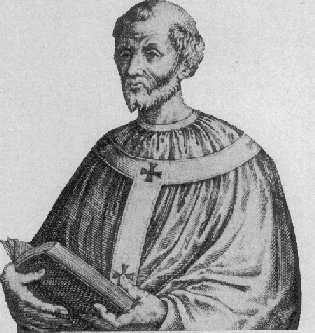
Папа Александр IV

См. также: Категория:Умершие в 1261 году
- 28 февраля — Генрих III, герцог Брабанта (1248—1261).
- 25 мая, Витербо — Александр IV (папа римский).
- 10 июня, Люнебург — Матильда Бранденбургская, дочь маркграфа Бранденбурга Альбрехта II, супруга Отто I, герцога Брауншвейг-Люнебурга.
- 8 июля — Адольф IV Гольштейнский, граф Шауэнбурга (1225—1238), граф Гольштейна (1227—1238).
- 24 августа — Эла, графиня Солсбери.
- 18 сентября — Конрад фон Гохштаден, архиепископ кёльнский (1238—1261).
- 27 сентября — Плезанция Антиохийская, супруга кипрского короля Генриха I, мать его наследника Гуго II, регент при своём малолетнем сыне[47].
- 9 октября — Елизавета Брабантская, первая супруга Альбрехта I Великого, герцога Брауншвейг-Люнебурга.[48]
- 20 октября — Сейф ад-Дин Бахарзи, суфийский шейх.[49]
- Ноябрь — Беттизиа Гоццадини, итальянский юрист, профессор права в Болонском университете, первая женщина-преподаватель высшего учебного заведения.
- 9 ноября — Санча Прованская, дочь графа Раймунда Беренгера IV, супруга Ричарда Корнуоллского.
- 26 ноября — Ходзё Сигэтоки (北条重時), японский самурай и писатель.
- Ахи Эвран, мусульманский философ, основатель ремесленного братства Ахи.
- Всеволод Ярополкович — князь Черниговский (1246—1261).
- Гасан Джалал — князь хаченский.
- Кодрагпа Соднам-чжалцан — тибетский учитель буддизма, основатель школы кобрагпа.
- Кнут Хоконссон — норвежский ярл.
- Конрад I — бургграф Нюрнберга.
- Никифор II — патриарх константинопольский.

## Природные явления
- 1 апреля — кольцеобразное солнечное затмение. Область наилучшей видимости — в средних и субтропических широтах северного полушария. Максимум затмения — в точке с координатами 36°36′ с. ш. 21°00′ в. д.HGЯO.[50]
- 26 сентября — кольцеобразное солнечное затмение. Область наилучшей видимости — в средних и субтропических широтах южного полушария. Максимум затмения — в точке с координатами 35°00′ ю. ш. 147°18′ в. д.HGЯO.[51]